# Dots and Loops
Albums de Stereolab
Emperor Tomato Ketchup
(1996) Aluminum Tunes : Switched On, Vol. 3
(1998)
Dots and Loops est le cinquième album de Stereolab, sorti en septembre 1997.
Le titre de la première chanson est un hommage au réalisateur de cinéma expérimental, Stan Brakhage.
Les paroles du titre Refractions in the Plastic Pulse qui débutent par « Ce qui est n'est pas clos du point de vue le plus essentiel ; ce qui est est ouvert, est à être » sont sans doute en référence aux propos d'une conférence de Cornélius Castoriadis donnée le 11 mai 1989 à l'université de Lausanne (voir Anthropologie, philosophie, politique, dans La montée de l'insignifiance, les carrefours du labyrinthe n:4 ) où il déclare - début de la seconde partie - « Ce qui est n'est pas clos du point de vue le plus essentiel ; ce qui est est ouvert, ce qui est est toujours aussi à être ».

## Liste des titres
1. Brakhage – 5:30
2. Miss Modular – 4:29
3. The Flower Called Nowhere – 4:55
4. Diagonals – 5:15
5. Prisoner of Mars – 4:03
6. Rainbo Conversation – 4:46
7. Refractions in the Plastic Pulse – 17:32
8. Parsec – 5:34
9. Ticker-tape of the Unconscious – 4:45
10. Contronatura – 9:03